# 2018년 동계 올림픽 스노보드 여자 빅에어
2018년 동계 올림픽의 스노보드 여자 빅에어 경기는 2018년 2월 19일부터 22일까지 대한민국 평창의 알펜시아 스키점프 스타디움에서 진행되었다. 여자 빅에어 경기가 열린 것은 이번 대회가 처음이다.
경기 결과 오스트리아의 아나 가서가 185.00점을 기록해 금메달을 거머쥐었고, 미국의 제이미 앤더슨, 뉴질랜드의 조이 사도스키시넛이 뒤를 이었다.

## 출전예선
2018년 동계 올림픽의 출전권은 올림픽 쿼터배정 순위에 올라있는 상위 30명 선수들에게 돌아가며, 한 국가당 최대 네 명까지 출전권이 주어진다. 빅에어 종목은 슬로프스타일 종목과 함께 랭킹이 집계된다. 이때 각 선수들은 2016년 7월 1일부터 2018년 1월 21일까지의 시한동안 FIS 월드컵이나 2017년 FIS 프리스타일스키 스노보드 세계 선수권대회에서 상위 30위 이내에 든 전적이 있어야 하며, 대회 참가로 얻는 FIS 포인트도 최소 50포인트를 넘겨야 한다. 개최국인 대한민국이 출전권을 얻지 못했을 경우, 모든 출전조건을 갖춘 선수로 한정하여 맨 마지막 출전권이 대신 주어지게 된다.

## 결과
Q — 본선 진출

#### 예선
총 12명의 선수가 본선에 진출하였다.
| 순위 | 순번 | 이름                  | 국가           | 1차   | 2차   | 최고기록 | 주 |
| ---- | ---- | --------------------- | -------------- | ----- | ----- | -------- | -- |
| 1    | 14   | 아나 가서             | 오스트리아     | 88.25 | 98.00 | 98.00    | Q  |
| 2    | 12   | 후지모리 유카         | 일본           | 82.00 | 94.25 | 94.25    | Q  |
| 3    | 11   | 이와부치 레이라       | 일본           | 80.00 | 92.75 | 92.75    | Q  |
| 4    | 16   | 로리 블루앵           | 캐나다         | 90.25 | 92.25 | 92.25    | Q  |
| 5    | 7    | 조이 사도스키시넛     | 뉴질랜드       | 72.75 | 92.00 | 92.00    | Q  |
| 6    | 9    | 제이미 앤더슨         | 미국           | 30.25 | 90.00 | 90.00    | Q  |
| 7    | 15   | 오니쓰카 미야비       | 일본           | 81.75 | 86.50 | 86.50    | Q  |
| 8    | 5    | 캔드리안 시나         | 스위스         | 31.75 | 86.00 | 86.00    | Q  |
| 9    | 6    | 줄리아 마리노         | 미국           | 83.75 | 85.25 | 85.25    | Q  |
| 10   | 13   | 실례 노렌달           | 노르웨이       | 76.00 | 77.50 | 77.50    | Q  |
| 11   | 4    | 스펜서 오브라이언     | 캐나다         | 69.50 | 76.75 | 76.75    | Q  |
| 12   | 17   | 제시카 젠슨           | 미국           | 76.25 | 39.75 | 76.25    | Q  |
| 13   | 24   | 제시카 리흐           | 오스트레일리아 | 73.50 | 74.25 | 74.25    |    |
| 14   | 3    | 헤일리 랭글랜드       | 미국           | 73.00 | 29.00 | 73.00    |    |
| 15   | 19   | 카를라 소마이니       | 스위스         | 70.75 | 24.75 | 70.75    |    |
| 16   | 10   | 엔니 루카얘르비       | 핀란드         | 68.75 | 49.75 | 68.75    |    |
| 17   | 8    | 브루크 보이트         | 캐나다         | 67.75 | 32.00 | 67.75    |    |
| 18   | 26   | 엘레나 쾬츠           | 스위스         | 62.00 | 65.75 | 65.75    |    |
| 19   | 22   | 샤르카 판초호바       | 체코           | 65.50 | 30.00 | 65.50    |    |
| 20   | 1    | 체릴 마스             | 네덜란드       | 65.00 | 44.75 | 65.00    |    |
| 21   | 18   | 소피아 표도로바       | 러시아 출신    | 64.00 | 23.25 | 64.00    |    |
| 22   | 23   | 이사벨 데룽스         | 스위스         | 54.00 | 59.25 | 59.25    |    |
| 23   | 21   | 클라우디아 메들로바   | 슬로바키아     | 30.75 | 50.50 | 50.50    |    |
| 24   | 25   | 히로노 아사미         | 일본           | 27.50 | 37.75 | 37.75    |    |
| 25   | 2    | 에이미 퓰러           | 영국           | 25.00 | 14.25 | 25.00    |    |
| 26   | 20   | 카테르지나 보야치코바 | 체코           | 19.00 | 10.50 | 19.00    |    |

### 결승
2018년 2월 22일에 치러졌다.
| 순위 | 순번 | 번호판 | 이름              | 국가       | 1차   | 2차   | 3차   | 합계   | 주 |
| ---- | ---- | ------ | ----------------- | ---------- | ----- | ----- | ----- | ------ | -- |
| 1    | 12   | 1      | 아나 가서         | 오스트리아 | JNS   | 89.00 | 96.00 | 185.00 |    |
| 2    | 7    | 2      | 제이미 앤더슨     | 미국       | 90.00 | 87.25 | JNS   | 177.25 |    |
| 3    | 8    | 8      | 조이 사도스키시넛 | 뉴질랜드   | 65.50 | 92.00 | JNS   | 157.50 |    |
| 4    | 10   | 13     | 이와부치 레이라   | 일본       | 79.75 | 67.75 | JNS   | 147.50 |    |
| 5    | 5    | 9      | 캔드리안 시나     | 스위스     | JNS   | 76.25 | 64.00 | 140.25 |    |
| 6    | 3    | 5      | 실례 노렌달       | 노르웨이   | 70.50 | 61.00 | JNS   | 131.50 |    |
| 7    | 11   | 12     | 후지모리 유카     | 일본       | 82.25 | 40.50 | JNS   | 122.75 |    |
| 8    | 6    | 7      | 오니쓰카 미야비   | 일본       | 78.75 | JNS   | 40.25 | 119.00 |    |
| 9    | 2    | 6      | 스펜서 오브라이언 | 캐나다     | 51.25 | JNS   | 62.00 | 113.25 |    |
| 10   | 4    | 4      | 줄리아 마리노     | 미국       | JNS   | 74.50 | 18.75 | 93.25  |    |
| 11   | 1    | 20     | 제시카 젠슨       | 미국       | JNS   | 21.50 | 19.00 | 40.50  |    |
| 12   | 9    | 10     | 로리 블루앵       | 캐나다     | JNS   | 39.25 | DNS   | 39.25  |    |